# Prunus americana
Espèce
Classification phylogénétique
Prunus americana, le prunier rouge américain, est une espèce de plantes à fleurs de la famille des Rosaceae. C'est un arbuste ou un arbre, ornemental. Il est assez répandu en Amérique du Nord.